# Harenatium
Harenatium, ook Arenacum of Fort Kleve-Rindern, was een Romeins fort aan de Neder-Germaanse limes in de 1e tot 3e eeuw, gelegen aan een nu dichtgeslibd hoefijzermeer van de Rijn. De restanten bevinden zich in de plaats Rindern, een wijk van de stad Kleef aan de Nederrijn. De kerk van St. Willibrord is gebouwd op de plaats van het centrum van het Romeinse nederzettingsgebied.
Tacitus vermeldt de locatie in zijn beschrijving van de Bataafse Opstand. In de herfst van 70 n.Chr. zou het Legio X Gemina het als winterkamp hebben gebruikt. De plek wordt door Tacitus Arenacium genoemd. De Tabula Peutingeriana vermeldt de plaats als Arenatio, terwijl de Itinerarium Antonini de naam Harenatium gebruikt.
De oudste vondsten van terra sigillata worden gedateerd op de 1e eeuw. Op dakpannen zijn de stempels aangetroffen van de vexillatio's van het Legio I Minervia, Legio X Gemina en Legio XXII Primigenia, die duidelijk wijzen op het militaire karakter van de plaats.
De Willibrordkerk werd in de jaren 1870 afgebroken en door een nieuwe kerk vervangen. Aan de noordkant van de kerk werden de fundamenten gevonden van een Romeins badhuis uit de 2e/3e eeuw. Mogelijk behoorde dit badhuis bij de militaire versterking. In 1980 werden nog meer restanten gevonden van het bouwwerk, waaronder het hypocaustum.
Uit twee inscripties blijkt dat de Bataafse oorlogsgodin Vagdavercustis hier werd vereerd. De inscripties zijn aangetroffen als spolia in de oude Willibrordkerk.
Het fort en de bijbehorende vicus zijn als bodemmonument beschermd.

## Werelderfgoed
Het fort is een schakel in de Neder-Germaanse limes, de lijn van grensforten aan de noordgrens van het Romeinse Rijk.
Op 27 juli 2021 zijn tijdens de vergadering van het Werelderfgoedcomité van de UNESCO in het Chinese Fuzhou de Neder-Gemaanse limes, waaronder het fort Harenatium,  de status van Werelderfgoed toegekend.

Het belang wordt in het nominatiedossier als volgt omschreven: 
Het militaire terrein, gelegen ten zuiden van de splitsing van Rijn en Waal, speelde een belangrijke rol bij het beheersen van de rivier op dit cruciale strategische punt. Het fungeerde waarschijnlijk als een tegenhanger van De Bijland , stroomafwaarts van de splitsing, tussen Rijn en Waal.